# Salagnac
Salagnac település Franciaországban, Dordogne megyében. Lakosainak száma 717 fő (2022. január 1.). Salagnac Saint-Mesmin, Génis, Juillac és Sainte-Trie községekkel határos.

## Népesség
A település népessége az elmúlt években az alábbi módon változott:
| Lakosok száma | 826  | 833  | 812  | 929  | 830  | 799  | 769  | 729  | 724  | 717  |
|               | 1968 | 1982 | 1990 | 2006 | 2013 | 2015 | 2017 | 2019 | 2020 | 2022 |